# Vacri
Vacri est une commune italienne de la province de Chieti dans la région des Abruzzes.

## Administration
| Période                                  | Période  | Identité             | Étiquette | Qualité |
| ---------------------------------------- | -------- | -------------------- | --------- | ------- |
| 14 juin 2004                             | En cours | Antonio D'Aristotile |           |         |
| Les données manquantes sont à compléter. |          |                      |           |         |

### Hameaux
Selve

### Communes limitrophes
Ari, Bucchianico, Casacanditella, Filetto, Villamagna